# Bugema University
Bugema University – ugandyjska uczelnia wyznaniowa w Kampali.

## Historia
Uniwersytet został założony w 1948 roku jako Bugema Missionary Training School – ośrodek szkoleniowy dla pastorów Kościoła Adwentystów Dnia Siódmego. Następnie jego nazwa została zmieniona na Bugema Missionary College, a potem na Bugema Adventist College. W 1994 uczelnia zyskała status uniwersytetu.

## Wydziały
Na uniwersytecie działają następujące szkoły:
- Szkoła Biznesu (ang. School of Business)
- Szkoła Edukacji (ang. School of Education)
- Szkoła Prac Socjalnej i Nauk Ścisłych (ang. School of Social Works and Sciences)
- Szkoła teologii (ang. School of Theology)
- Szkoła Uzupełniających Studiów Magisterskich (ang. Graduate School).